# Adrian Popa
Adrian Popa (ur. 24 lipca 1988 w Horezu) – piłkarz rumuński grający na pozycji pomocnika.  Od 2012 roku zawodnik klubu Steaua Bukareszt. W reprezentacji Rumunii zadebiutował w 2012 roku. Do 9 sierpnia 2013 roku rozegrał w niej 2 mecze.

## Sukcesy

### Klubowe
Steaua Bukareszt
- Mistrzostwo Rumunii: (3): 2012/13, 2013/14, 2014/15
- Puchar Rumunii (1): 2014/15
- Superpucharu Rumunii (1): 2013
- Puchar Ligi Rumuńskiej (2): 2014/15, 2015/16